# Makini Howell

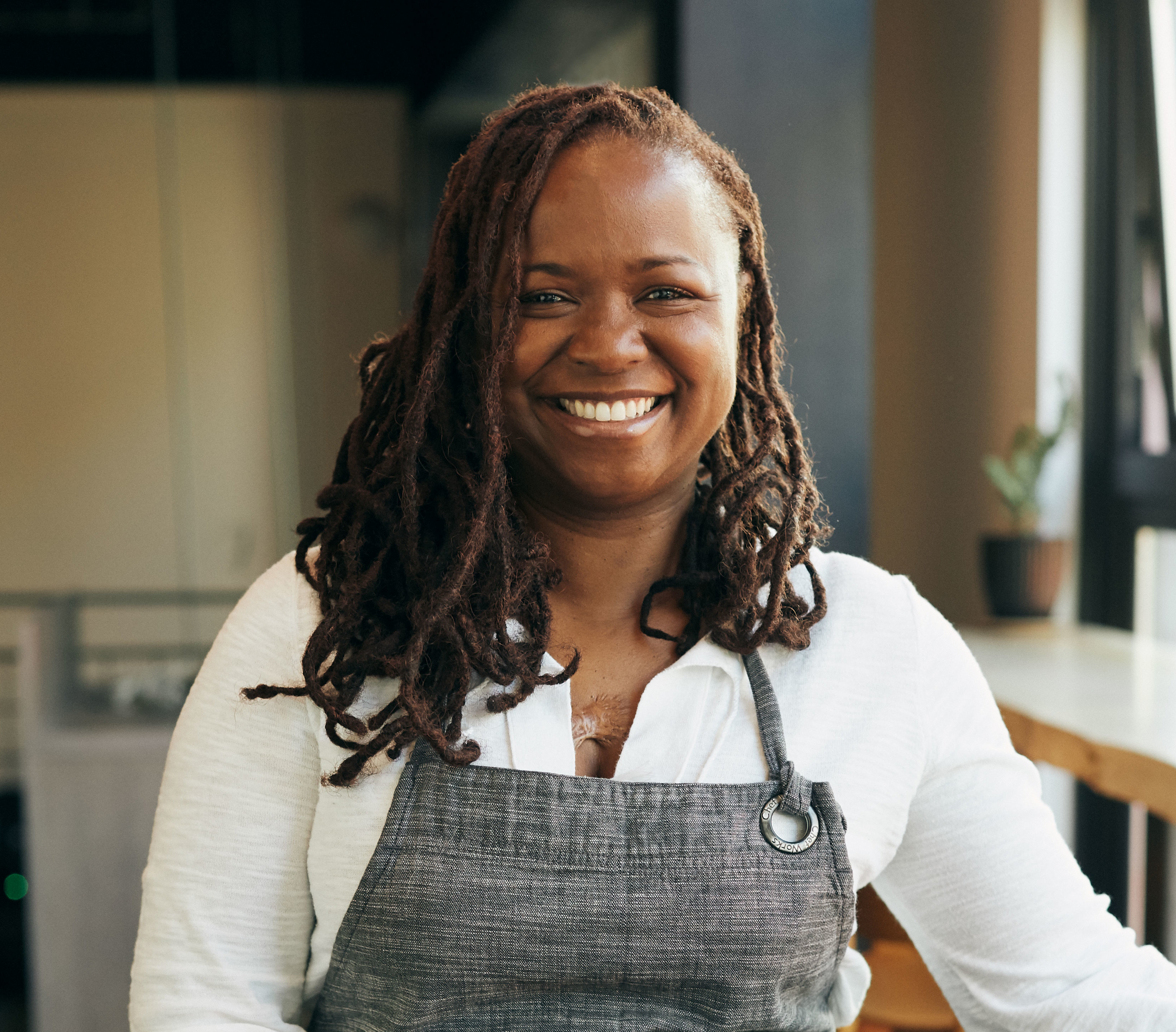
Makini Howell

Makini Howell (* 1977 in Tacoma) ist eine US-amerikanische vegane Köchin und Gastronomin, die im Bezirk Capitol Hill in Seattle das Restaurant Plum Bistro, ein veganes fine-dining Restaurant, betreibt.

## Laufbahn
Makini Howell wuchs mit veganer Ernährung auf. Ihre Eltern besaßen seit 1990 mehrere vegane Sandwichläden, in denen sie mitarbeitete.
Howell arbeitete zunächst in New York City als Grafikdesignerin und Kleidungsdesignerin, unter anderem für Jay-Z's Rocawear. Danach zog sie zurück in den Nordwesten der USA, um sich ihrem Interesse an der kulinarischen Welt zu widmen. Sie eröffnete das Plum Bistro 2009. 2013 veröffentlichte sie das vegane Kochbuch Plum. 2014 trat sie in der Queen Latifah Show auf. 2015 war sie als persönliche Köchin für Stevie Wonder während seiner einjährigen Songs in the Key of Life-Tour tätig.
Zusätzlich zum Plum-Bistro betreibt Howell eine Catering Firma, den Food Truck Plum Burgers, ein zwangloses Restaurant Plum Pantry im Zentrum von Seattle und einen Dessertladen namens Sugar Plum. Laut dem veganen Lifestyle-Magazin Laika ist der 2013 eröffnete Foodtruck Plum Burger der erste vegane Burgertruck in den Vereinigten Staaten.
Im Jahr 2012 unterstützte Howell Seattles Krankenstandsgesetz und im Jahre 2015 die Erhöhung des Mindestlohns auf $15. 2014 sprach sie im Weißen Haus zum Gipfeltreffen der Arbeiterfamilien ihre Unterstützung zur Anhebung des Mindestlohns aus.

## Rezeption
Page-und-Fellow-Beard-Gewinner Andrew Dornenburg stellte Howell in seiner Vegetarian Flavor Bible 2014 vor. BuzzFeed bezeichnete 2015 Plum-Bistro als eines von 24 veganen Restaurants, die man besucht haben soll. 2017 nannte Tasting Table Plum Bistro eins der acht besten veganen Restaurants in den Vereinigten Staaten und nannte es "the OG of Pacific Northwestern vegan dining." James-Beard-Award-Gewinnerin und Essensautorin Karen Page stellte Howell in ihrer Show Kitchen Creativity im Jahr 2017 vor. Im Jahr 2018 nannte Modern Farmer Plum Bistro eins der 15 besten veganen Restaurants des Landes. 2019 setzten Julia Moskin und John Eligon sie auf die Liste 16 „Black Chefs Changing Food in America“, eine Liste, die die 16 wichtigsten schwarzen Köche der Vereinigten Staaten aufführt, in der New York Times.